# Totmes I
Totmes I (gr. Tutmosis) – faraon, władca starożytnego Egiptu z XVIII Dynastii, z okresu Nowego Państwa, syn Seniseneb, która nie pochodziła z królewskiego rodu. Prawdopodobnie nie był spokrewniony z główną linią władców XVIII dynastii. Totmes wstąpił na tron po bezpotomnej śmierci Amenhotepa I i aby uprawomocnić swą władzę pojął za żonę jego siostrę – Ahmes, córkę Ahmose i królowej Ahmes-Nefertari. 
Panował w latach 1504–1492 p.n.e. Według Manethona – 12 lat. O ósmym i dziewiątym roku jego panowania mówią inskrypcje na kamiennych blokach z Karnaku.
Ojciec królowej-faraona Hatszepsut z pierwszorzędnej żony Ahmes oraz ojciec   faraona Totmesa II, który urodził się z jego związku z drugorzędną żoną Mutnofret. Prawdopodobnie z tego ostatniego związku pochodzą książęta Amenmose, Wadżmose i Ramose. Był jednym z najbardziej prominentnych dowódców wojskowych wysokiej rangi, do której doszedł za panowania swego poprzednika Amenhotepa I. Królowa Ahmes-Nefertari utrzymała tytuł Boskiej Małżonki Amona, co niewątpliwie miało znaczenie dla legitymizacji jego władzy. Zmarła prawdopodobnie w pierwszym roku panowania Totmesa I.
W czasie swego panowania przeprowadził kilkanaście ekspedycji w Dolnym Egipcie – w Delcie Nilu – skierowanych przeciw bandom powstańców hyksoskich, a w czasie jednej z nich jego wojska dotarły aż nad Eufrat. Na południu w Górnym Egipcie poprowadził wyprawę za trzecią kataraktę, do Nubii, gdzie w starciu z Nubijczykami własnoręcznie pokonał ich króla. Według relacji jednego z jej uczestników, dowódcy wojskowego Ahmesa syna Abany, po zwycięstwie Totmes, wracając do Teb, kazał na dziobie swego statku powiesić ciało zabitego króla Nubii.
Z polecenia Totmesa I pod nadzorem architekta Ineni przeprowadzono wiele prac budowlanych. Tej aktywności zawdzięczamy budowę czwartego i piątego pylonu w świątyni w Karnaku, wzniesienie wielu statui i obelisków oraz dokończenie prac zapoczątkowanych przez Amenhotepa I. Dla upamiętnienia swego zwycięstwa nad Hyksosami kazał wznieść w Karnaku salę hypostylową, skonstruowaną z drewna cedrowego.
Następcą Totmesa I został Totmes II, syn Mutnefret, który rywalizował o sukcesję z Hatszepsut, jego córką z pierwszorzędnego związku. 

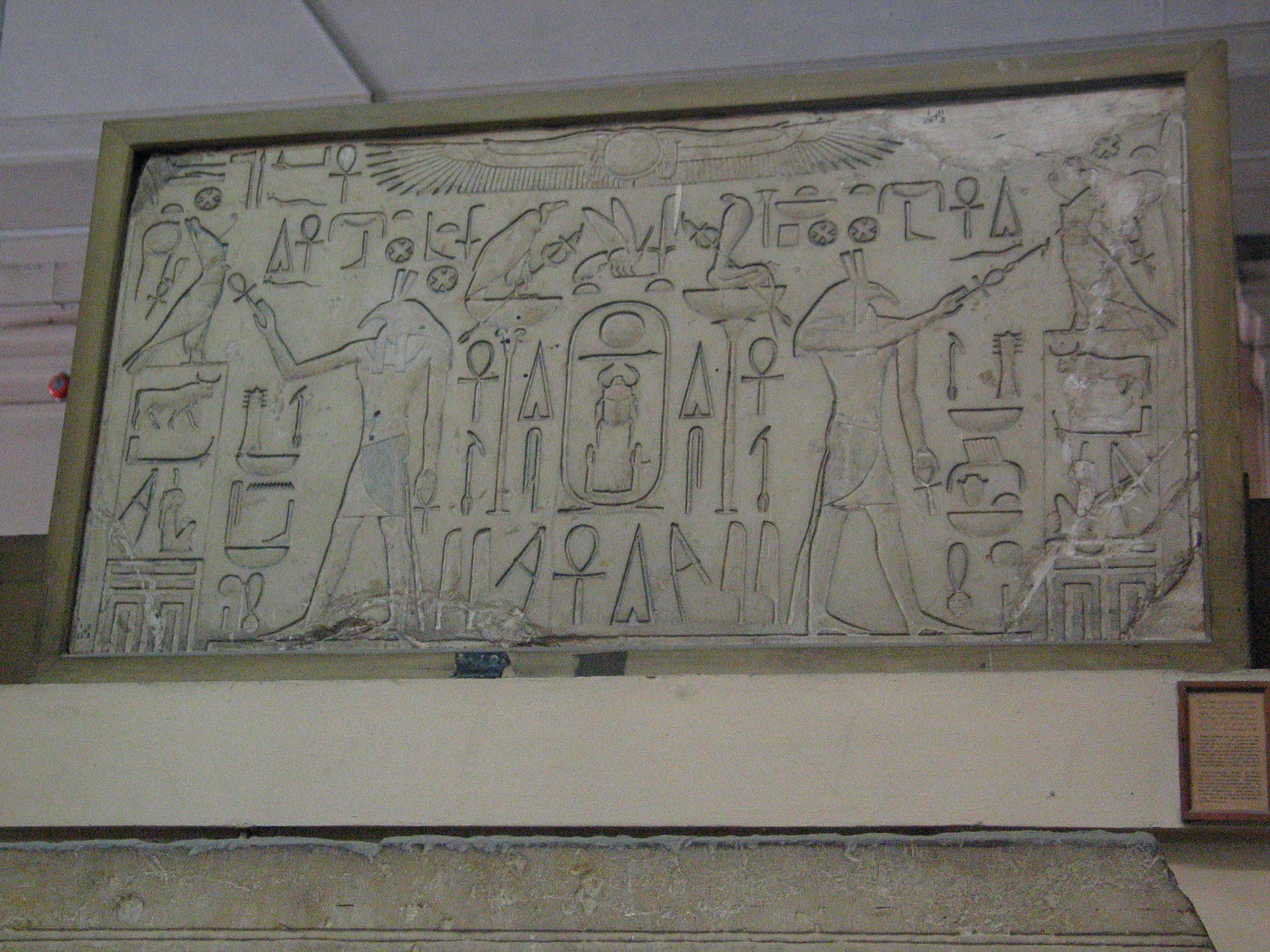
Stela Totmesa I

Totmes I zapoczątkował królewską nekropolę w Tebach Zachodnich w Dolinie Królów, gdzie z jego polecenia, pod nadzorem Ineni wykuto pierwszy skalny grobowiec (KV 38), zapoczątkowując tym samym nową tradycję grzebalną, różniącą się zasadniczo od dotychczasowej, polegającą na oddzieleniu grobowca od świątyni grobowej oraz jego ukryciu. W królewskiej nekropoli w Dolinie Królów pochowano władców XVIII, XIX i XX dynastii.
Mumię króla w czasach panowania Hatszepsut przeniesiono z jej polecenia do jej grobowca (KV 20), a po śmierci Hatszepsut, z polecenia Totmesa III, na powrót do jej pierwotnego miejsca pochówku, a później, w okresie rabunków królewskiej nekropoli, do skrytki DB-320 w Deir el-Bahari. Obecnie znajduje się w Muzeum Egipskim w Kairze.

## Tytulatura
Nomen władcy odczytuje się jako Dżehutimes, co w języku polskim znaczy „zrodzony z Dżehuti (Thota)”: 
|             |     |     |
| \| \| \| \| |     |     |
|             |     |     |
| G26         | F31 | S29 |

| G26 | F31 | S29 |

|             |     |     |
| \| \| \| \| |     |     |
|             |     |     |
| G26         | F31 | S29 |

| G26 | F31 | S29 |

Po objęciu władzy przyjął prenomen Aa-cheper-Ka-Re, tj. „Wspaniała jest dusza Re”:
|             |    |     |
| \| \| \| \| |    |     |
|             |    |     |
| N5 · O29    | L1 | D28 |

| N5 · O29 | L1 | D28 |

|             |    |     |
| \| \| \| \| |    |     |
|             |    |     |
| N5 · O29    | L1 | D28 |

| N5 · O29 | L1 | D28 |

Znane są liczne warianty prenomenu władcy, jako również po kilka form imienia horusowego, imienia nebti oraz imienia tzw. Złotego Horusa. U Manetona wymieniony jest pod imieniem Tuthmosis; przez niektórych imię to odczytywane jest jako Totmes.